# 527 Euryanthe
Euryanthe (asteroide 527) é um asteroide da cintura principal com um diâmetro de 52,91 quilómetros, a 2,3065003 UA. Possui uma excentricidade de 0,1531168 e um período orbital de 1 641,67 dias (4,5 anos).
Euryanthe tem uma velocidade orbital média de 18,04794462 km/s e uma inclinação de 9,67725º.
Esse asteroide foi descoberto em 20 de Março de 1904 por Max Wolf.